# Даніло Катальді
Даніло Катальді (італ. Danilo Cataldi, нар. 6 серпня 1994, Рим, Італія) — італійський футболіст, півзахисник клубу «Лаціо». На умовах оренди грає за «Фіорентіну».

## Клубна кар'єра
Вихованець юнацьких команд футбольних клубів «Оттавія» і «Лаціо».
У дорослому футболі дебютував 2013 року виступами за друголіговий «Кротоне», який орендував молодого футболіста в «Лаціо» і в якому той провів дуже насичений сезон, взявши участь у 38 матчах різних турнірів.
До складу «Лаціо» повернувся з оренди 2014 року. В січні 2015 року дебютував в іграх Серії A, вийшовши на поле у програному його командою матчі проти «Наполі». Згодом регулярно отримував ігровий час у римській команді, проте гравцем основного складу не став.
Протягом 2017–2018 років знову віддавався в оренду, спочатку до «Дженоа», а згодом до «Беневенто».
Влітку 2018 року повернувся до «Лаціо», в якому знову став гравцем ротації.

## Виступи за збірні
2012 року дебютував у складі юнацької збірної Італії, взяв участь у 4 іграх на юнацькому рівні.
З 2013 року залучається до складу молодіжної збірної Італії. На молодіжному рівні зіграв у 9 офіційних матчах, забив 2 голи. Брав участь у молодіжному Євро-2015, де італійці не змогли подолати груповий етап.

## Статистика виступів

### Статистика клубних виступів
Станом на 26 травня 2019
| Сезон             | Команда           | Чемпіонат         | Чемпіонат | Чемпіонат | Національний кубок | Національний кубок | Національний кубок | Континентальні кубки | Континентальні кубки | Континентальні кубки | Інші змагання | Інші змагання | Інші змагання | Усього | Усього |
| Сезон             | Команда           | Ліга              | Ігор      | Голів     | Ліга               | Ігор               | Голів              | Ліга                 | Ігор                 | Голів                | Ліга          | Ігор          | Голів         | Ігор   | Голів  |
| ----------------- | ----------------- | ----------------- | --------- | --------- | ------------------ | ------------------ | ------------------ | -------------------- | -------------------- | -------------------- | ------------- | ------------- | ------------- | ------ | ------ |
| 2013–14           | «Кротоне»         | B                 | 35+1      | 4+0       | КІ                 | 2                  | 0                  | -                    | -                    | -                    | -             | -             | -             | 38     | 4      |
| 2014–15           | «Лаціо»           | A                 | 16        | 0         | КІ                 | 5                  | 0                  | -                    | -                    | -                    | -             | -             | -             | 21     | 0      |
| 2015–16           | «Лаціо»           | A                 | 20        | 1         | КІ                 | 1                  | 1                  | ЛЧ+ЛЄ                | 0+5                  | 0+0                  | СІ            | 1             | 0             | 27     | 2      |
| 2016-січ. 2017    | «Лаціо»           | A                 | 11        | 1         | КІ                 | 0                  | 0                  | -                    | -                    | -                    | -             | -             | -             | 11     | 1      |
| січ.-черв. 2017   | «Дженоа»          | A                 | 13        | 0         | КІ                 | 0                  | 0                  | -                    | -                    | -                    | -             | -             | -             | 13     | 0      |
| 2017–18           | «Беневенто»       | A                 | 29        | 1         | КІ                 | 1                  | 0                  | -                    | -                    | -                    | -             | -             | -             | 30     | 1      |
| 2018–19           | «Лаціо»           | A                 | 12        | 2         | КІ                 | 0                  | 0                  | ЛЄ                   | 6                    | 0                    | -             | -             | -             | 18     | 2      |
| Усього за «Лаціо» | Усього за «Лаціо» | Усього за «Лаціо» | 59        | 4         |                    | 6                  | 1                  |                      | 11                   | 0                    |               | 1             | 0             | 76     | 5      |
| Усього за кар'єру | Усього за кар'єру | Усього за кар'єру | 137       | 9         |                    | 9                  | 1                  |                      | 11                   | 0                    |               | 1             | 0             | 157    | 10     |